# Dubnica (sielsowiet Odelsk)
Dubnica (biał. Дубніца, ros. Дубница) – chutor na Białorusi, w obwodzie grodzieńskim, w rejonie grodzieńskim, w sielsowiecie Odelsk.
W dwudziestoleciu międzywojennym leżał w Polsce, w województwie białostockim, w powiecie sokólskim.